# Victoria Fast
Victoria Fast (* 18. April 1985 in Nairobi, Kenia) ist eine deutsche Schauspielerin.

## Leben
Bereits als Dreijährige spielte Fast in einem Film für eine Filmhochschule sowie in mehreren TV-Sendungen und Werbespots mit, u. a. unter der Regie von Helmut Dietl. 1990 folgte eine Rolle in Derrick.
Einem breiten Publikum wurde sie bekannt durch die Rolle der Stefanie Berger in der ARD-Vorabendserie Marienhof, in der sie vom 3. November 1992 bis Februar 1994 zu sehen war.
Nach einem Engagement in der Fernsehserie Der Bergdoktor widmete sie sich voll und ganz ihrer schulischen und akademischen Ausbildung. Von 2004 bis 2007 absolvierte sie ihr Bachelor- und von 2007 bis 2009 das Masterstudium der Kommunikationswissenschaft an der Ludwig-Maximilians-Universität München. Von 2008 bis 2009 fungierte sie als studentische Hilfskraft an diversen Lehrstühlen, u. a. für Empirische Kommunikationswissenschaft und Politische Kommunikation. Hierauf folgten Praktika im Bereich Journalismus und Public Relations, u. a. an der Bayerischen Staatskanzlei. Seit Oktober 2009 arbeitet sie als wissenschaftliche Mitarbeiterin in diversen Lehr- und Forschungsbereichen.

## Filmografie
- 1992–1994: Marienhof (als Stefanie Berger)